# Bagyidaw
Bagyidaw (littéralement Oncle Royal Aîné, 23 juillet 1784 - Amarapura, 15 octobre 1846) est le septième roi de la dynastie Konbaung de Birmanie. Petit-fils du roi Bodawpaya et fils du prince qui commandait les armées en Arakan en 1784, il succéda à son grand-père en 1819 et ramena sa capitale à Ava en 1823,. Il fut détrôné en 1837.

## Constructions
Prince de Sagaing en 1803, Bagyidaw épousa sa cousine la princesse Hsinbyume (Madame de l'Éléphant blanc, petite-fille de Bodawpaya, 1789-1812), mais elle mourut en couches à 23 ans. Il éleva en 1816 à sa mémoire un stupa blanc, la pagode de Shinbyume (ou de Myatheindaw) à Mingun, près de Mandalay.
Son épouse royale Nanmadaw Me Nu fit construire en 1818 à Ava le monastère Mahâ Aung Mye ; ce bâtiment, plus communément appelé Me Nu Ok Kyaung (Monastère de brique de Me Nu), est inhabituel, car les monastères birmans traditionnels sont bâtis en bois.

## Guerres
Bagyidaw participa à l'invasion d'Ayutthaya in 1808. Il fut vaincu au cours de la première  guerre anglo-birmane (1824-1826), perdant l'Arakan et le Tenasserim.
Suivant les conseils du général Maha Bandula, il avait poursuivi la politique d'expansion de ses prédécesseurs, en s'emparant de l'Assam et de Manipur et en en faisant des états tributaires. Il entrait ainsi en contact avec les britanniques. Ceux-ci, inquiets de ses ambitions et désireux de fermer les ports birmans à la France, engagèrent les hostilités le 5 mars 1824 ; ils expulsèrent les birmans de l'Assam, de l'Arakan et de Manipur. Le 24 février 1826, Bagyidaw signa le Traité de Yandabo qui mettait fin à la guerre.

## Diplomatie
John Crawfurd, le premier représentant anglais après la guerre, ne réussit à obtenir ni un traité commercial ni l'échange de diplomates entre Ava et Calcutta. Son successeur, le Major Henry Burney, séduisit le roi par sa personnalité et put ouvrir une ambassade. Sa plus grande réussite fut de régler le contentieux entre le Manipur et la Birmanie sur la question de la vallée de Kabaw en faveur des birmans ; le Manipur occupait la région depuis la fin de la guerre avec l'accord tacite du Gouvernement des Indes. Burney conclut de l'examen des archives que la revendication birmane était justifiée. Il ne réussit pas néanmoins à obtenir un accord sur le Tenasserim (qui devenait pour les Anglais plus une charge qu'autre chose), même quand les birmans furent informés que les Thaïs souhaitaient récupérer la province, qui leur avait appartenu jusqu'en 1793.

## Fin de règne
Bagyidaw fut atteint de dépression après le traité de Yandabo, et à mesure que son état s'aggravait, la responsabilité du gouvernement échut à la reine Nanmadaw Me Nu et à son frère Minthagyi Maung O. Il fut finalement contraint d'abdiquer en faveur de son frère cadet Tharrawaddy Min qui s'était rebellé en 1837.

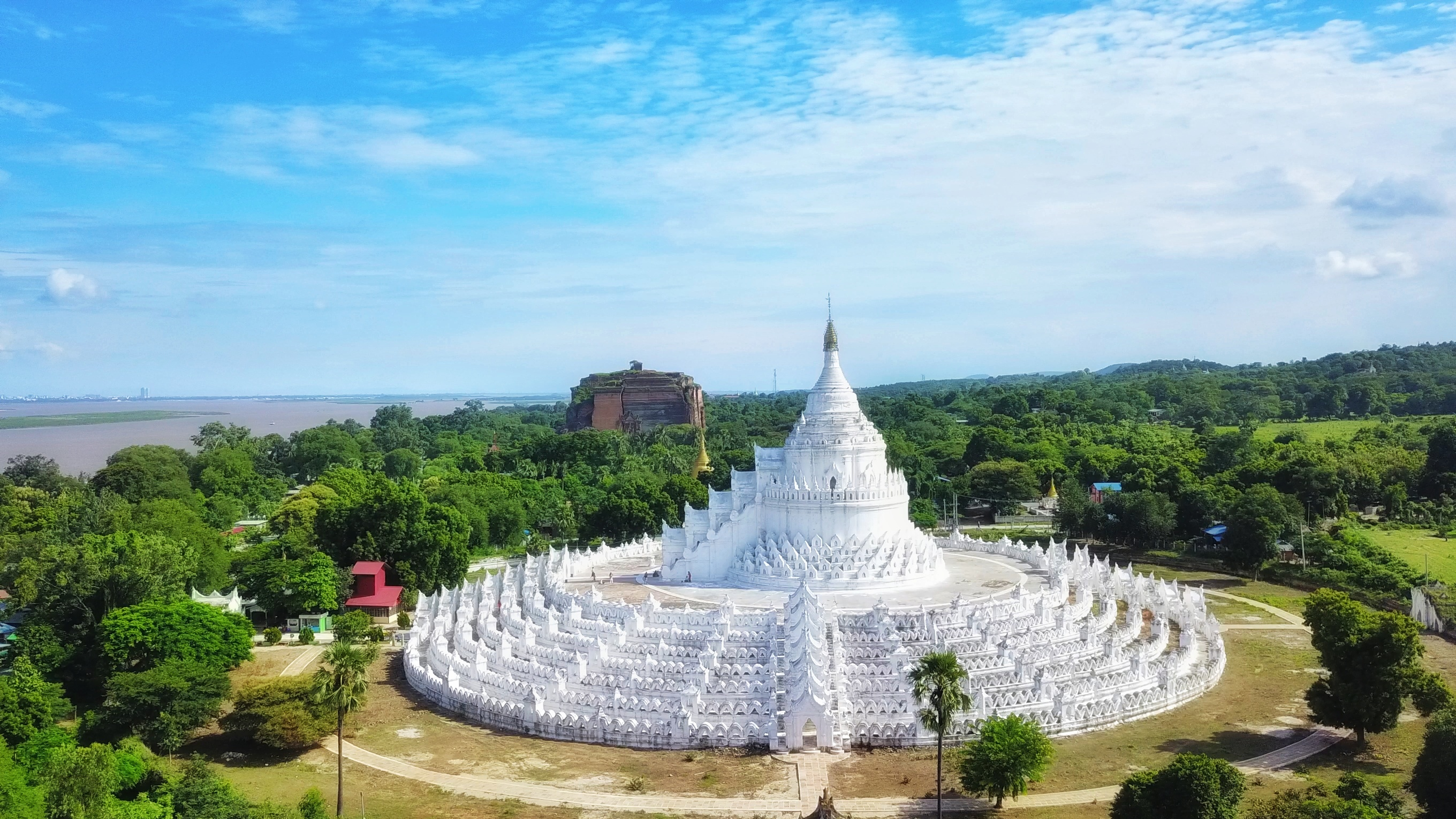
Pagode de Shinbyume, construite par Bagyidaw à la mémoire de son épouse, la princesse Hsinbyume. Le bâtiment figure le mont Meru, la demeure des dieux, avec ses sept chaînes de montagnes situées sur une île au milieu de l'eau.